# Orleania
Orleania (Orlean lub z fr. Orléanais) – kraina historyczna w Regionie Centralnym we Francji, położona w dolinie Loary, w granicach departamentów Loiret, Loir-et-Cher i Eure-et-Loir. Jest częścią płaskowyżu Beauce. Głównym jej miastem i stolicą jest Orlean. Zabytkami są liczne zamki gotycko-renesansowe (m.in. zamek w Blois).